# Мадиньяно
Мадиньяно (итал. Madignano) — коммуна в Италии, располагается в регионе Ломбардия, подчиняется административному центру Кремона.
Население составляет 2954 человека, плотность населения составляет 272 чел./км². Занимает площадь 10,77 км². Почтовый индекс — 26020. Телефонный код — 0373.
Покровителями коммуны почитаются вериги святой апостола Петра (Madignano), празднование в первое воскресение августа, и святой Имерий из Амелии (Ripalta Vecchia), празднование в третье воскресение октября.